# پایشل-کاینیش
پایشل-کاینیش (به آلمانی: Pichl-Kainisch) یک منطقهٔ مسکونی در اتریش است که در ناحیه لیتسن واقع شده‌است. پایشل-کاینیش ۲۹٫۸۴ کیلومتر مربع مساحت دارد ۸۰۳ متر بالاتر از سطح دریا واقع شده‌است.